# Masaris vespiformis
Masaris vespiformis är en stekelart som beskrevs av Fabricius 1793. Masaris vespiformis ingår i släktet Masaris och familjen Masaridae. Utöver nominatformen finns också underarten M. v. arabicus.

## Bildgalleri

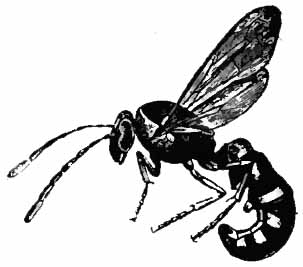